# Nickelodeon, sin filtro
Nickelodeon's Unfiltered (también conocido simplemente como Unfiltered) es un programa de juegos estadounidense que se estrenó en Nickelodeon el 11 de julio de 2020. La serie está presentada por Jay Pharoah, con los panelistas Darci Lynne, Gabrielle Nevaeh Green y Lex Lumpkin.

## Sinopsis
Las celebridades ocultan sus verdaderas identidades detrás de un filtro animado y un cambiador de voz en el programa de juegos, mientras que los panelistas reciben pistas y compiten para identificar al invitado misterioso. Los espectadores pueden participar descargando los filtros del programa para transformarse en los mismos personajes que las celebridades.

## Producción
El 6 de mayo de 2020, se anunció que el programa recibió luz verde bajo el título Game Face junto con Chateando con Annie y Jayden en medio de la pandemia de COVID-19, lo que requería filmación remota. El 26 de junio de 2020, se anunció que el programa fue rebautizado como Sin filtro y se estrenaría el 11 de julio de 2020 con el presentador Jay Pharoah y los panelistas Darci Lynne, Gabrielle Nevaeh Green y Lex Lumpkin. El 27 de agosto de 2020, se anunció que Nickelodeon había ordenado nueve episodios adicionales para la serie, que comenzaron a transmitirse el 5 de septiembre de 2020.
El 7 de enero de 2021, se anunció que Nickelodeon había ordenado una segunda temporada de 26 episodios, junto con siete episodios adicionales de Side Hustle, que se estrenó más tarde esa noche.

## Episodios
| Temporada | Temporada | Episodios | Estados Unidos      | Estados Unidos          | Latinoamérica           | Latinoamérica       |
| Temporada | Temporada | Episodios | Comienzo            | Final                   | Comienzo                | Final               |
| --------- | --------- | --------- | ------------------- | ----------------------- | ----------------------- | ------------------- |
|           | 1         | 15        | 11 de julio de 2020 | 31 de octubre de 2020   | 11 de diciembre de 2020 | 19 de marzo de 2021 |
|           | 2         | 26        | 7 de enero de 2021  | 11 de noviembre de 2021 | 6 de agosto de 2021     | 6 de julio de 2022  |
|           | Especial  | Especial  | 29 de mayo de 2021  | 29 de mayo de 2021      | 14 de junio de 2022     | 14 de junio de 2022 |

### Temporada 1 (2020)
| N.º | Título                                                                 | Estreno original         | Estreno en Latinoamérica | Cod. Prod. | Audiencia (millones) |
| --- | ---------------------------------------------------------------------- | ------------------------ | ------------------------ | ---------- | -------------------- |
| 1   | «¡Pizza en tu cara de juego!» «Pizza In Your Game Face!»               | 11 de julio de 2020      | 11 de diciembre de 2020  | 101        | 0.32                 |
| 2   | «¡Zombis comen unicornios!» «Zombies Eat Unicorns!»                    | 18 de julio de 2020      | 18 de diciembre de 2020  | 102        | 0.50                 |
| 3   | «¡Piñatas tostadas con aguacate!» «Avocado Toasted Piñatas!»           | 25 de julio de 2020      | 25 de diciembre de 2020  | 103        | 0.36                 |
| 4   | «¡Fiesta de rock Corgi!» «Corgi Rock Party!»                           | 1 de agosto de 2020      | 1 de enero de 2021       | 104        | 0.53                 |
| 5   | «Está lloviendo pingüinos!» «It's Raining Penguins!»                   | 8 de agosto de 2020      | 8 de enero de 2021       | 105        | 0.33                 |
| 6   | «Los robots aman el cereal!» «Robots Love Cereal!»                     | 15 de agosto de 2020     | 15 de enero de 2021      | 106        | 0.33                 |
| 7   | «Los puercoespines rockean en las cimas!» «Porcupines Rock High Tops!» | 5 de septiembre de 2020  | 22 de enero de 2021      | 107        | 0.32                 |
| 8   | «¡Los osos de miel mastican gomas!» «Honey Bears Chew Gumballs!»       | 12 de septiembre de 2020 | 29 de enero de 2021      | 108        | 0.37                 |
| 9   | «¡Baile de salchichas!» «Hot Dog Dance Party!»                         | 19 de septiembre de 2020 | 5 de febrero de 2021     | 109        | 0.33                 |
| 10  | «¡Cactus tostados!» «Cactus Pop Tarts!»                                | 26 de septiembre de 2020 | 12 de febrero de 2021    | 110        | 0.34                 |
| 11  | «¡A comer pastel eléctrico!» «Let's Eat Electric Cake!»                | 3 de octubre de 2020     | 19 de febrero de 2021    | 111        | 0.28                 |
| 12  | «¡Este planeta está cucú!» «This Planet is Cuckoo!»                    | 10 de octubre de 2020    | 26 de febrero de 2021    | 112        | 0.48                 |
| 13  | «¡Hamburguesas en la lavandería!» «Burgers in Your Laundry!»           | 17 de octubre de 2020    | 5 de marzo de 2021       | 113        | 0.49                 |
| 14  | «¡Súper gato y helado feroz!» «Super Cats & Fierce Ice Cream!»         | 24 de octubre de 2020    | 12 de marzo de 2021      | 114        | 0.49                 |
| 15  | «¡Feliz slime de brujas!» «Happy Slime-o-ween!»                        | 31 de octubre de 2020    | 19 de marzo de 2021      | 115        | 0.47                 |

### Temporada 2 (2021)
- Nota: Las fechas de estreno en Latinoamérica corresponden a los feeds México y Panregional de Nickelodeon Latinoamérica.

| N.º | Título                                                                     | Estreno original         | Estreno en Latinoamérica                                                    | Cod. Prod. | Audiencia (millones) |
| --- | -------------------------------------------------------------------------- | ------------------------ | --------------------------------------------------------------------------- | ---------- | -------------------- |
| 1   | «Dona contra Volcán» «Donut vs. The Volcano»                               | 7 de enero de 2021       | 6 de agosto de 2021                                                         | 201        | 0.39                 |
| 2   | «Llamando a las flores frescas» «Calling All Funflowers!»                  | 14 de enero de 2021      | 13 de agosto de 2021                                                        | 202        | 0.43                 |
| 3   | «Pelotinas del espacio» «Goofballs from Outer Space!»                      | 21 de enero de 2021      | 20 de agosto de 2021                                                        | 203        | 0.51                 |
| 4   | «Como podrán verlo en El Burrito» «As Seen On Burrito»                     | 28 de enero de 2021      | 27 de agosto de 2021                                                        | 204        | 0.40                 |
| 5   | «Dinero de conejo» «Bunny Money»                                           | 4 de febrero de 2021     | 3 de septiembre de 2021 (Feed México)6 de junio de 2022 (Feed Panregional)  | 205        | 0.56                 |
| 6   | «Sé mi valentin» «Be My Valentine!»                                        | 11 de febrero de 2021    | 10 de septiembre de 2021 (Feed México)7 de junio de 2022 (Feed Panregional) | 206        | 0.35                 |
| 7   | «Este DJ está loco» «This DJ is Bananas!»                                  | 18 de febrero de 2021    | 8 de junio de 2022                                                          | 207        | 0.32                 |
| 8   | «¡Basura a la vista!» «Aye, Aye, Trash Can!»                               | 25 de febrero de 2021    | 9 de junio de 2022                                                          | 208        | 0.30                 |
| 9   | «¡Doctores Nutria y piñas Polka!» «Otter Docs & Polka Dots»                | 6 de marzo de 2021       | 10 de junio de 2022                                                         | 209        | 0.34                 |
| 10  | «Gusanos y águilas legales» «Wordy Worms and Legal Eagles!»                | 10 de abril de 2021      | 13 de junio de 2022                                                         | 211        | 0.16                 |
| 11  | «¡Pinta el pueblo sucio!» «Paint the Town Sloppy»                          | 29 de mayo de 2021       | 15 de junio de 2022                                                         | 210        | 0.24                 |
| 12  | «Soy gran cosa...» «I'm Kind of a Big Dill»                                | 17 de junio de 2021      | 16 de junio de 2022                                                         | 212        | 0.27                 |
| 13  | «¡Filete fuerte y dientes voladores!» «Strong Beef & Flying Teeth!»        | 21 de junio de 2021      | 17 de junio de 2022                                                         | 213        | 0.28                 |
| 14  | «¡Soñando con un waffle feo!» «Dreaming of an Awful Waffle!»               | 22 de junio de 2021      | 20 de junio de 2022                                                         | 214        | 0.28                 |
| 15  | «¡Zanahoria Kara-té Burbujas!» «Kickin' Carrots and Bubbly Tea!»           | 23 de junio de 2021      | 21 de junio de 2022                                                         | 215        | 0.31                 |
| 16  | «¡Estrellas de Mar y Cucarachas!» «Poppin' Starfish and Rockin' Roaches!»  | 15 de julio de 2021      | 22 de junio de 2022                                                         | 216        | 0.37                 |
| 17  | «¿Por qué el oso cruzó el camino?» «Why Did the Bear Cross the Road?»      | 7 de agosto de 2021      | 23 de junio de 2022                                                         | 217        | 0.31                 |
| 18  | «¡Perros y cuernos!» «That's A Corny Dog!»                                 | 14 de agosto de 2021     | 24 de junio de 2022                                                         | 218        | 0.26                 |
| 19  | «¡Caracoles luchadores!» «Wrestling Slimy Snails!»                         | 21 de agosto de 2021     | 27 de junio de 2022                                                         | 219        | 0.27                 |
| 20  | «¡Jugando con el estilo de un smoothie!» «Gettin' Groovy With A Smoothie!» | 28 de agosto de 2021     | 28 de junio de 2022                                                         | 220        | 0.21                 |
| 21  | «¡Ventiladores y fuego!» «Fan the Flames!»                                 | 11 de septiembre de 2021 | 29 de junio de 2022                                                         | 221        | 0.28                 |
| 22  | «¡Jamón y Jazz!» «Jazz Hams!»                                              | 18 de septiembre de 2021 | 30 de junio de 2022                                                         | 222        | 0.23                 |
| 23  | «Derramando el té-Rex!» «Spilling the T-Rex»                               | 25 de septiembre de 2021 | 1 de julio de 2022                                                          | 223        | 0.21                 |
| 24  | «¡Noticias y patinetas!» «Birds of a Feather Skate Together!»              | 2 de octubre de 2021     | 4 de julio de 2022                                                          | 224        | 0.16                 |
| 25  | «¡Zorros y roedores!» «Ah Rats! Who Let the Fox Out?»                      | 9 de octubre de 2021     | 5 de julio de 2022                                                          | 225        | 0.25                 |
| 26  | «¡Hongos y flamencos!» «Rollin' with the Fun Guy!»                         | 11 de noviembre de 2021  | 6 de julio de 2022                                                          | 226        | 0.25                 |

### Especial (2021)
- Nota: La fecha de estreno en Latinoamérica corresponde a los feeds México y Panregional de Nickelodeon Latinoamérica.

| N.º | Título                                                         | Estreno original   | Estreno en Latinoamérica | Cod. Prod. | Audiencia (millones) |
| --- | -------------------------------------------------------------- | ------------------ | ------------------------ | ---------- | -------------------- |
| 1   | «Lo mejor de Nickelodeo* sin filtro» «Unfiltered: The Best Of» | 29 de mayo de 2021 | 14 de junio de 2022      | 999        | 0.28                 |

## Audiencia
| Temporada | Episodios | Primera emisión     | Primera emisión      | Última emisión        | Última emisión       | Audiencia total (millones) |
| Temporada | Episodios | Fecha               | Audiencia (millones) | Fecha                 | Audiencia (millones) | Audiencia total (millones) |
| --------- | --------- | ------------------- | -------------------- | --------------------- | -------------------- | -------------------------- |
| 1         | 15        | 11 de julio de 2020 | 0.32                 | 31 de octubre de 2020 | 0.47                 | 0.40                       |